# Danh sách thành phố Trung Quốc theo dân số
Đây là danh sách xếp hạng thành phố tại Trung Quốc theo dân số.
Theo phân cấp hành chính Cộng hòa Nhân dân Trung Hoa, có ba cấp độ thành phố, cụ thể là thành phố tự trị, địa cấp thị (地 级 市), và huyện cấp thị. Có hơn 160 thành phố ở Trung Quốc với dân số hơn một triệu.

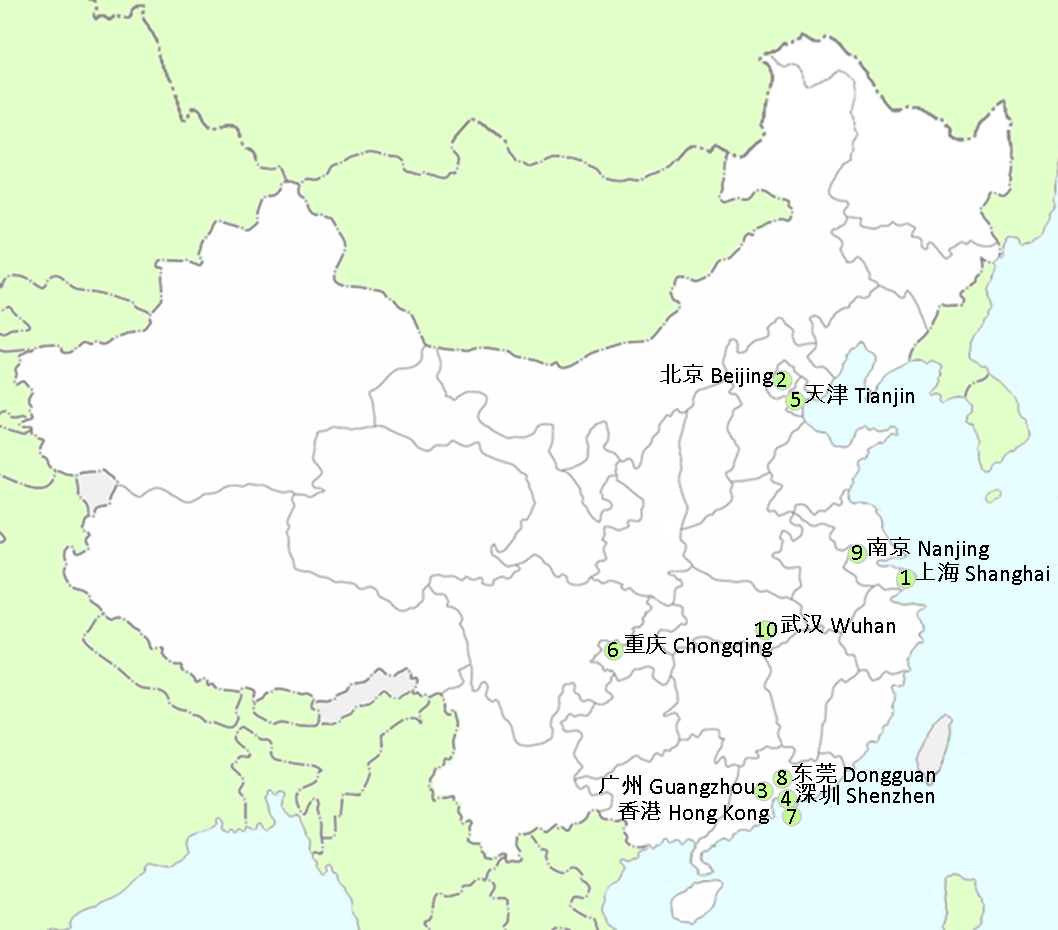
Bản đồ của 10 thành phố lớn nhất Trung Quốc. Địa điểm (điểm ảnh) là gần đúng. số lượng đại diện cấp kích thước tổng thể, ví dụ. "1" là thành phố lớn nhất.

Các đô thị và thành phố cấp tỉnh không phải là mỗi một "thành phố" trong ý nghĩa nghiêm ngặt của thuật ngữ này, nhưng thay vì một đơn vị hành chính bao gồm, thông thường, cả một điểm trung tâm đô thị (thành phố theo nghĩa hẹp) và xung quanh là nông thôn hoặc các khu vực đô thị hoá ít nhiều lần hơn kích thước của khu trung tâm được xây dựng lên,. Thành phố cấp quận gần như luôn chứa nhiều vùng, huyện cấp thị, và các phân khu khác. Để phân biệt một thành phố cấp quận từ khu vực đô thị thực tế (thành phố theo nghĩa hẹp), thuật ngữ 市 区 shìqū (đô thị) được sử dụng. Tuy nhiên, ngay cả thuật ngữ này thường bao gồm các vùng ngoại ô lớn thường lớn hơn 1.000 dặm vuông Anh (3.000 km2), nhưng không bao gồm các khu vực nông thôn. Vì vậy, các "đô thị trung tâm" cũng gần giống với từ "thành phố giới hạn" tại Mỹ, "shìqū hoặc khu đô thị" sẽ được tạm so sánh với "khu vực đô thị", và khu đô thị là một chỉ định chính trị xác định vùng kiểm soát của một chính quyền thành phố, không có bộ phận so sánh.
Dân số của khu vực đô thị được liệt kê dưới đây, những con số đô thị lớn là dân số lớn hơn diện tích hành chính, bao gồm các khu vực ngoại ô và nông thôn.

## Danh sách
Bảng dưới đây liệt kê thành phố theo số dân ở Cộng hòa Nhân dân Trung Hoa.

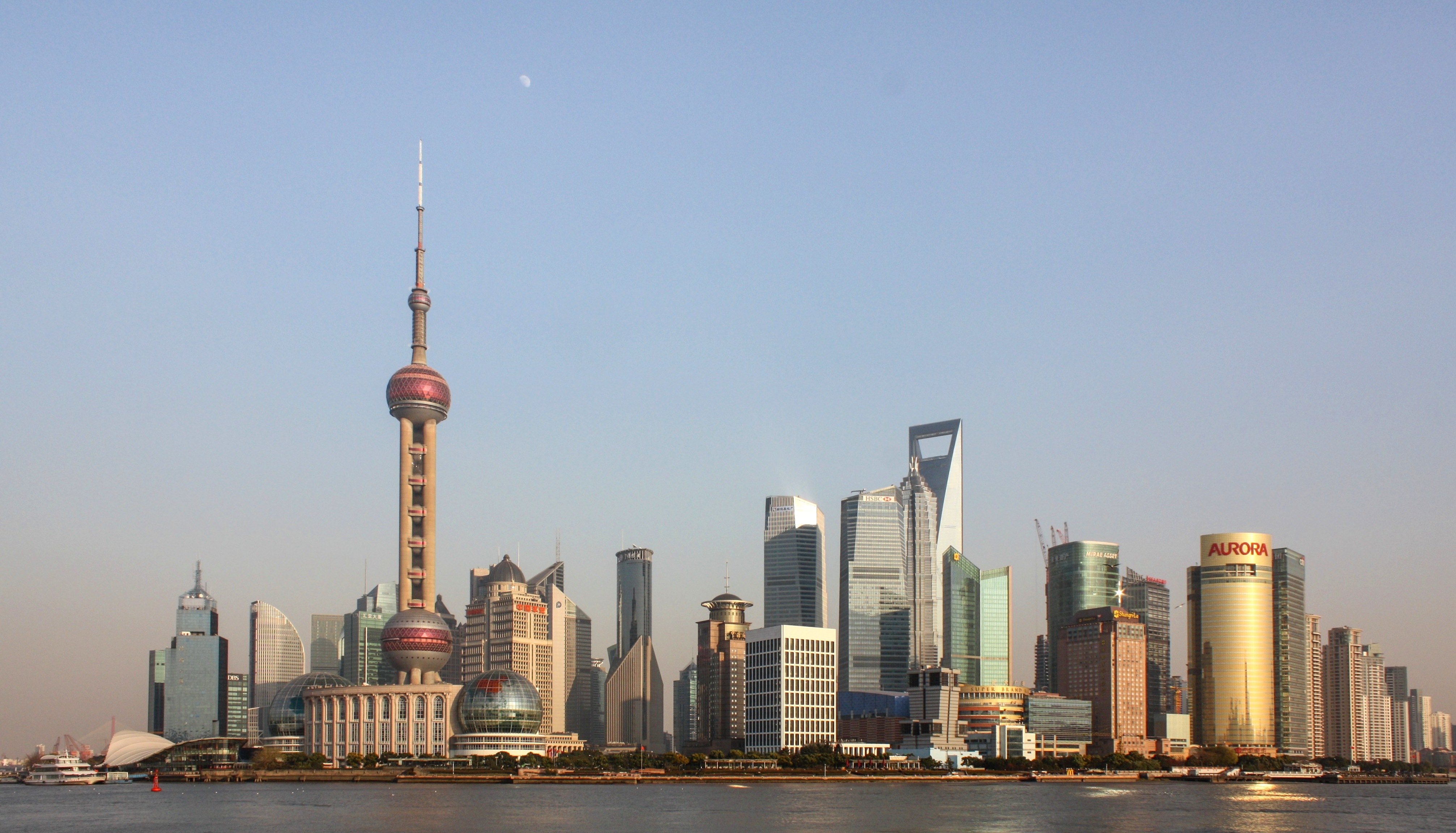
Thượng Hải

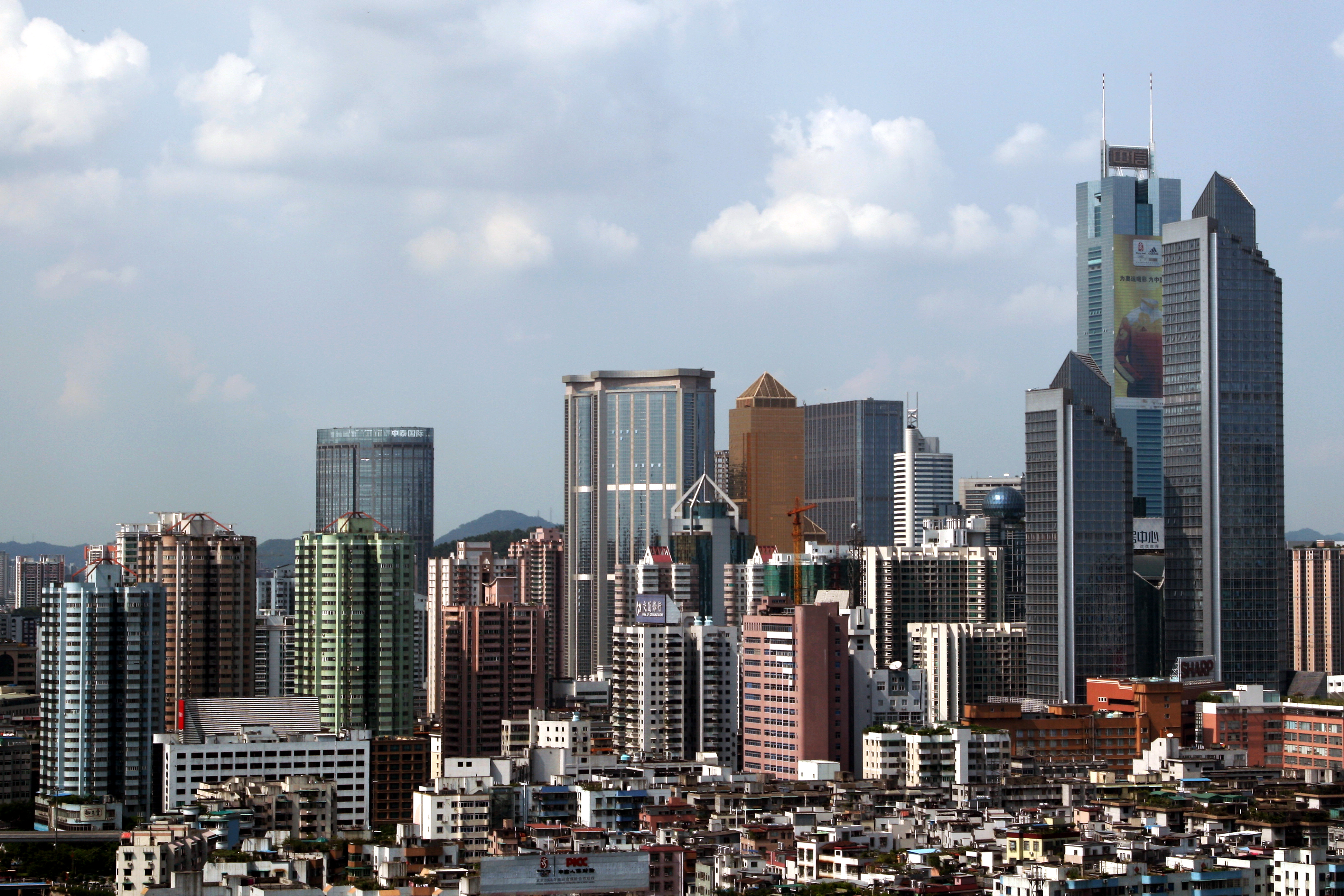
Quảng Châu

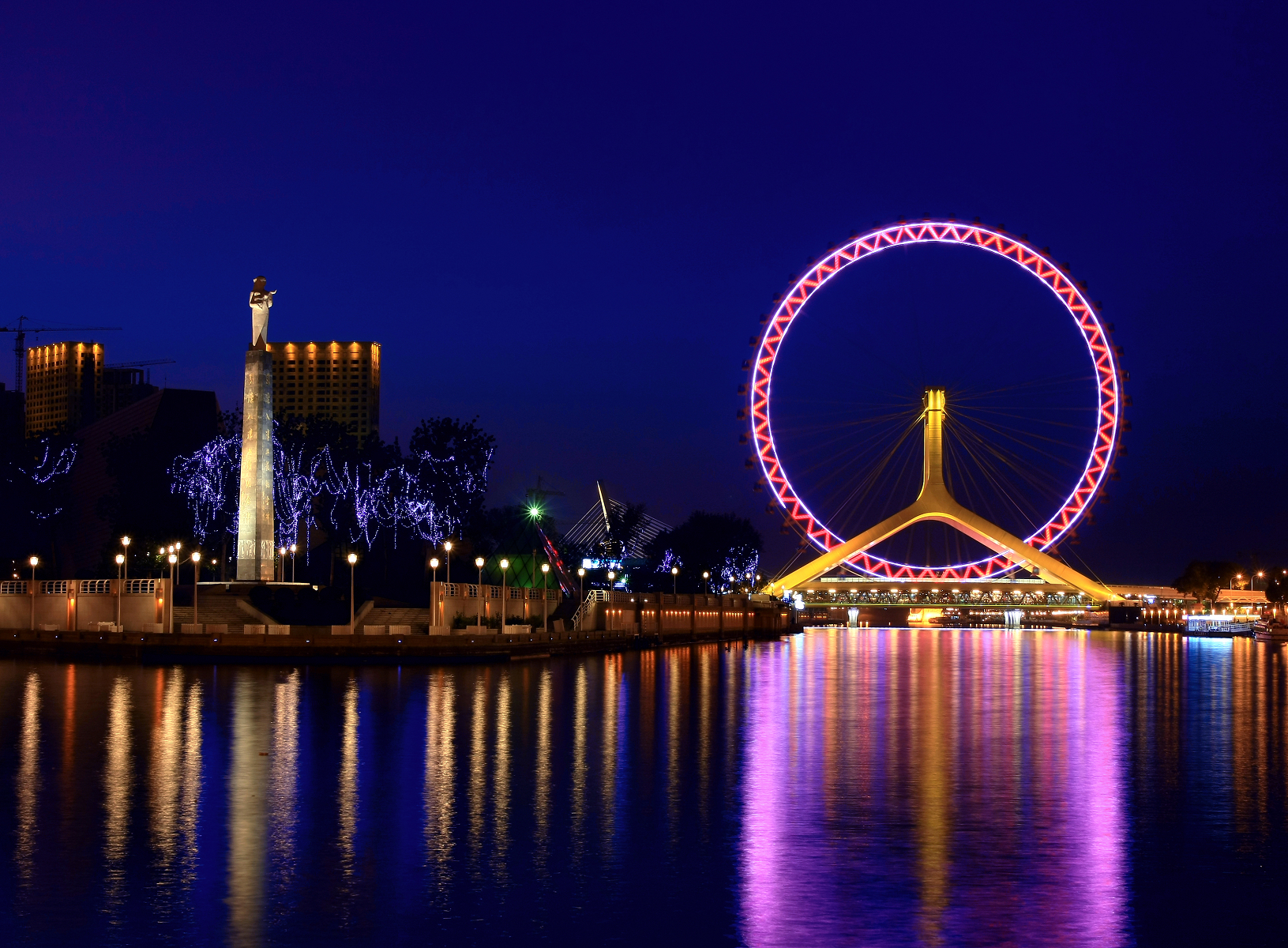
Thiên Tân

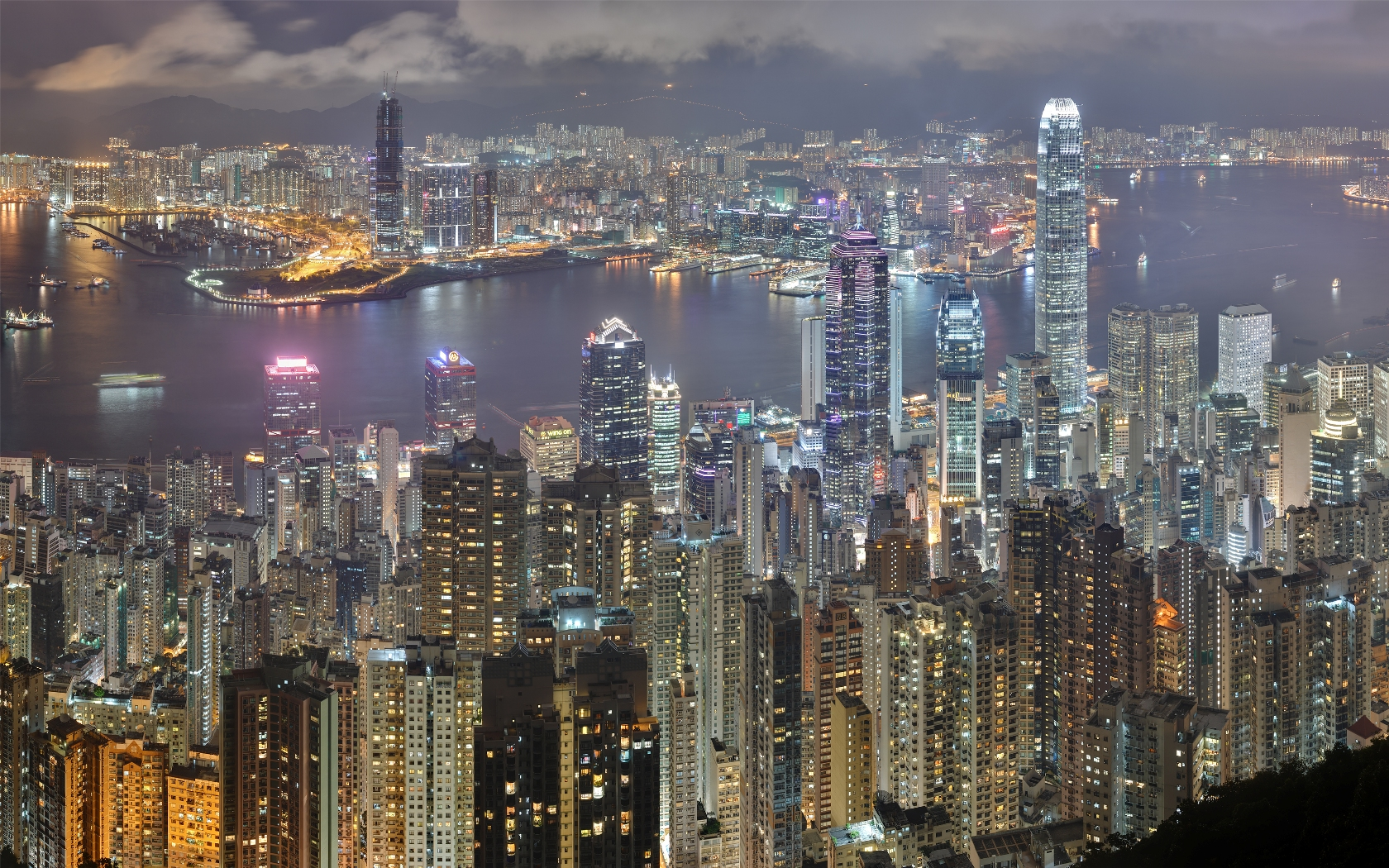
Hồng Kông

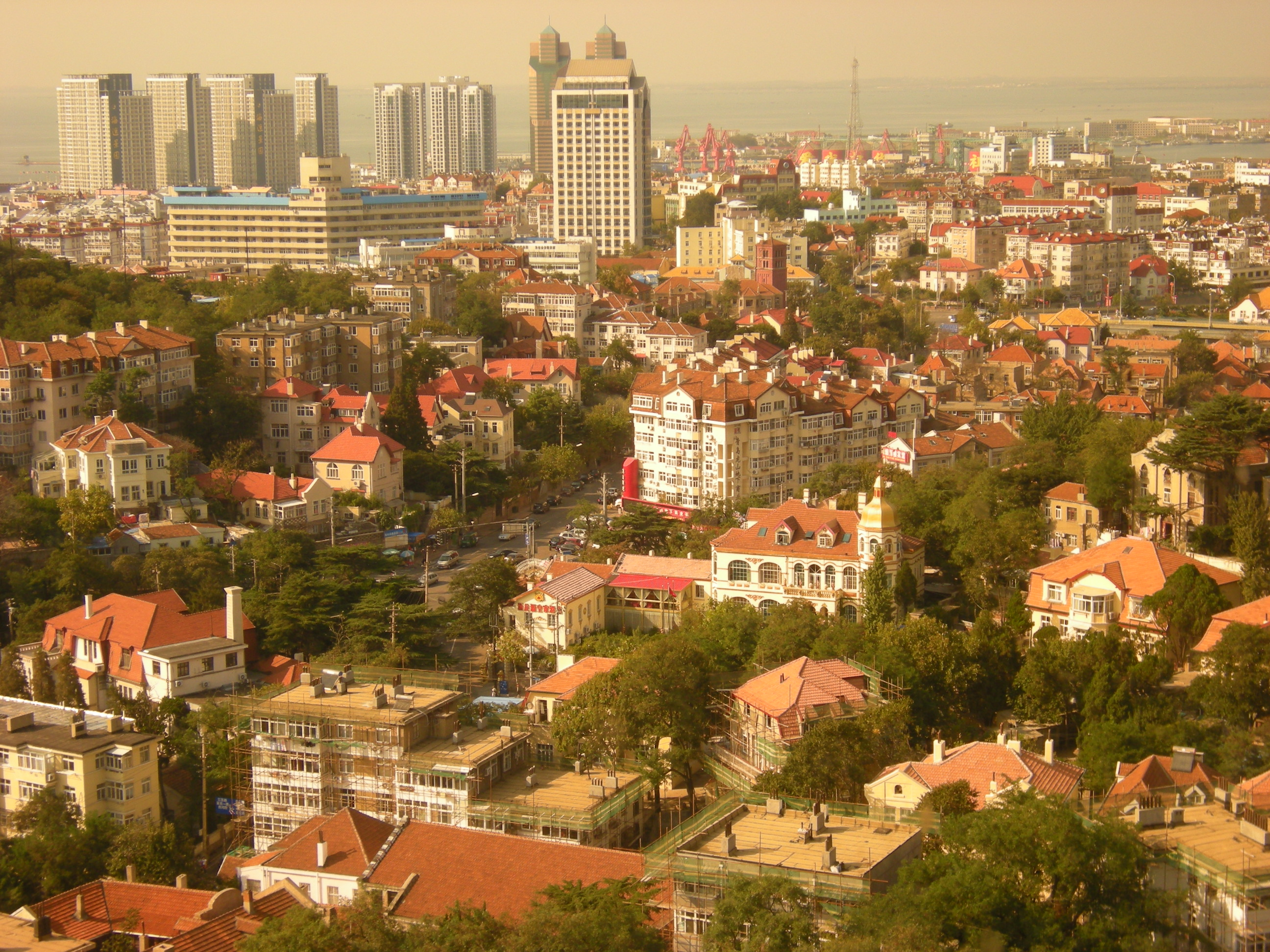
Thanh Đảo

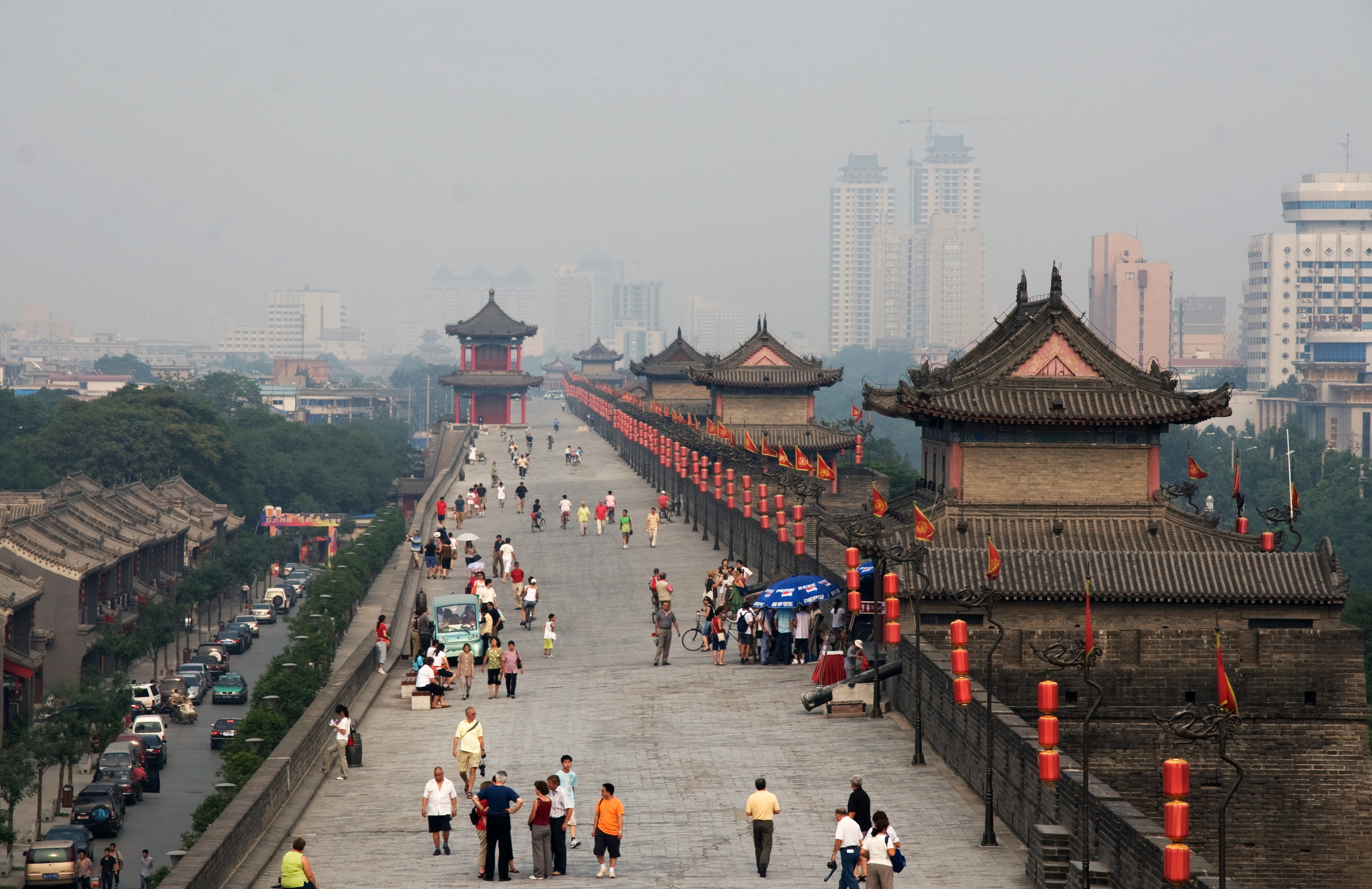
Tây An

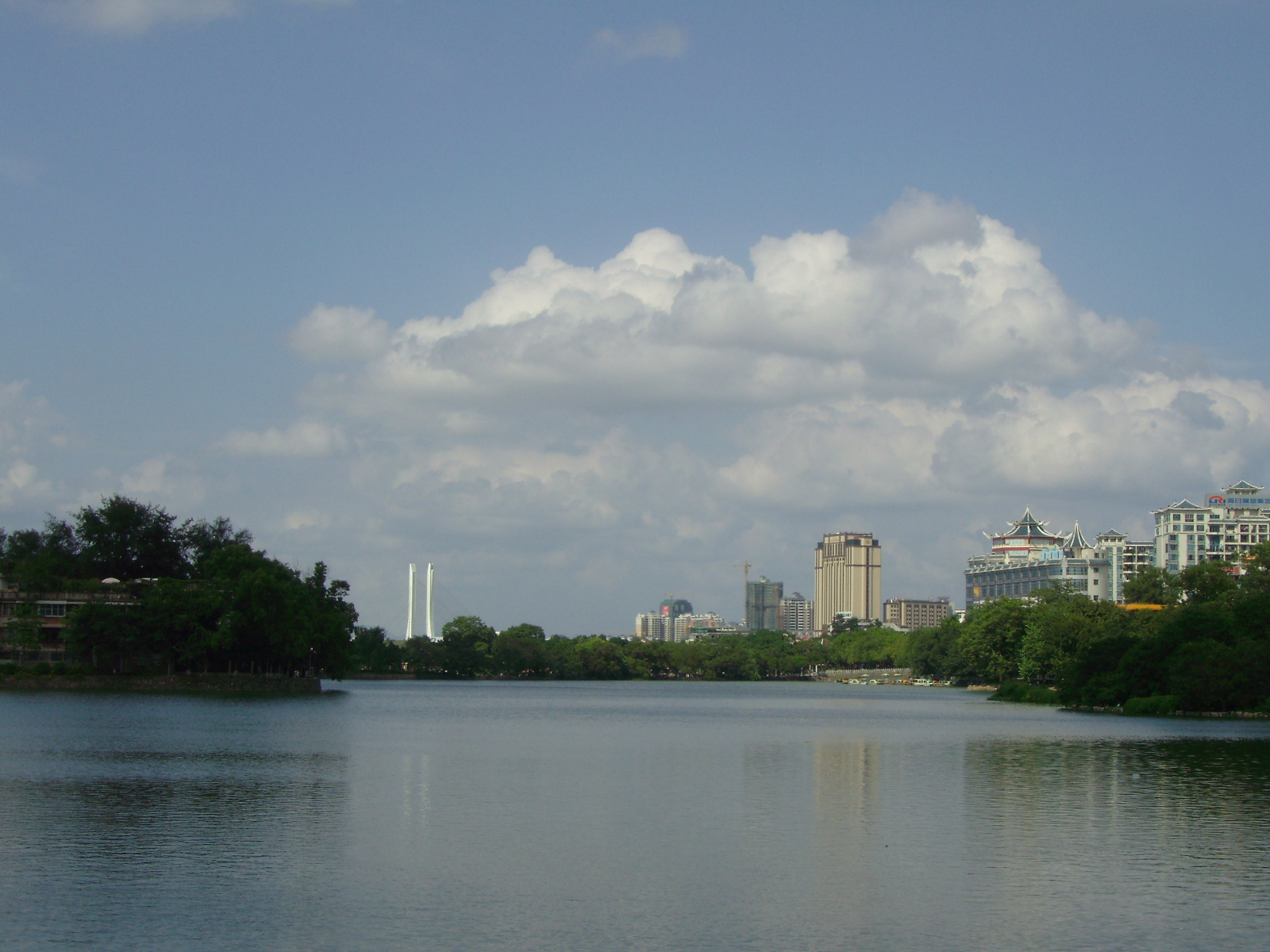
Huy Châu

| Thành phố                | Dân cư vùng đô thị. | Cấp hành chính                                  | Dân cư khu vực hành chính |
| ------------------------ | ------------------- | ----------------------------------------------- | ------------------------- |
| 上海 Thượng Hải          | 17,000,000          | Thành phố tự trị (Thành phố trung tâm quốc gia) | 18,884,600                |
| 北京 Bắc Kinh            | 13,200,000          | Thành phố tự trị (Thành phố trung tâm quốc gia) | 17,430,000                |
| 广州 Quảng Châu          | 12,000,000          | Thủ phủ cấp tỉnh (Thành phố trung tâm Quốc gia) | 15,000,000                |
| 深圳 Thâm Quyến          | 8,615,000           | Thành phố đặc khu kinh tế                       | 13,300,000                |
| 天津 Thiên Tân           | 8,200,000           | Thành phố tự trị (Thành phố trung tâm quốc gia) | 11,950,000                |
| 重庆 Trùng Khánh         | 7,500,000           | Thành phố tự trị (Thành phố trung tâm quốc gia) | 32,353,200                |
| 香港 Hồng Kông           | 7,055,071           | Đặc khu hành chính                              | 7,055,071 (2009)          |
| 东莞 Đông Hoàn           | 6,950,000           | Quận                                            | 8,300,000                 |
| 南京 Nam Kinh            | 6,800,000           | Thủ phủ cấp tỉnh                                | 7,588,900                 |
| 武汉 Vũ Hán              | 6,600,000           | Thủ phủ cấp tỉnh                                | 8,970,000                 |
| 杭州 Hàng Châu           | 6,300,000           | Thủ phủ cấp tỉnh                                | 7,966,000                 |
| 沈阳 Thẩm Dương          | 5,060,000           | Thủ phủ cấp tỉnh                                | 7,500,000                 |
| 哈尔滨 Cáp Nhĩ Tân       | 4,750,000           | Thủ đô cấp tỉnh                                 | 9,873,742                 |
| 成都 Thành Đô            | 4,750,000           | Thủ phủ cấp tỉnh                                | 11,300,000 (2007)         |
| 合肥 Hợp Phì             | 4,650,000           | Thủ phủ cấp tỉnh                                | 10,100,000 (2006)         |
| 郑州 Trịnh Châu          | 4,360,000           | Thủ phủ cấp tỉnh                                | 7,500,000 (2007)          |
| 济南 Tế Nam              | 4,000,000           | Thủ phủ cấp tỉnh                                | 6,300,000 (2007)          |
| 青岛 Thanh Đảo           | 3,800,000           | Thành phố cấp tỉnh mức dưới                     | 8,000,000 (2007)          |
| 西安 Tây An              | 3,800,000           | Thủ phủ cấp tỉnh                                | 10,500,000 (2007)         |
| 南昌 Nam Xương           | 3,790,000           | Thủ phủ cấp tỉnh                                | 4,990,184 (2007)          |
| 大连 Đại Liên            | 3,500,000           | Thành phố cấp tỉnh mức dưới                     | 6,200,000 (2007)          |
| 太原 Thái Nguyên         | 3,413,800 (2004)    | Thủ phủ cấp tỉnh                                | 4,000,000 (2006)          |
| 汕头 Sán Đầu             | 3,200,000           | Thành phố đặc khu kinh tế                       | 7,600,000 (2006)          |
| 昆明 Côn Minh            | 3,055,000           | Thủ phủ cấp tỉnh                                | 6,800,000 (2007)          |
| 淄博 Truy Bác            | 3,000,000           | Quận                                            | 4,510,000 (2006)          |
| 惠州 Huệ Châu            | 2,900,000           | Quận                                            | 3,210,000 (2006)          |
| 贵阳 Quý Dương           | 2,720,000           | Thủ phủ cấp tỉnh                                | 3,993,000 (2009)          |
| 福州 Phúc Châu           | 2,710,000           | Thủ phủ cấp tỉnh                                | 7,000,000 (2006)          |
| 石家庄 Thạch Gia Trang   | 2,600,000           | Thủ đô cấp tỉnh                                 | 9,600,000                 |
| 长沙 Trường Sa           | 2,520,000           | Thủ phủ cấp tỉnh                                | 6,103,000 (2007)          |
| 无锡 Vô Tích             | 2,400,000           | Quận                                            | 4,800,000 (2006)          |
| 苏州 Tô Châu             | 2,400,000           | Quận                                            | 6,400,000 (2006)          |
| 长春 Trường Xuân         | 2,290,000           | Thủ phủ cấp tỉnh                                | 7,400,000 (2007)          |
| 宁波 Ninh Ba             | 2,182,000           | Thành phố cấp tỉnh mức dưới                     | 5,646,000                 |
| 兰州 Lan Châu            | 2,060,000           | Thủ phủ cấp tỉnh                                | 3,400,000 (2007)          |
| 烟台 Yên Đài             | 2,000,000           | Thành phố cấp phó tỉnh                          | 6,468,200 (2003)          |
| 徐州 Từ Châu             | 1,900,000           | Thành phố cấp quận                              | 9,600,000 (2006)          |
| 乌鲁木齐 Urumqi          | 1,830,000 (2007)    | Thủ phủ cấp tỉnh                                | 2,500,000 (2006)          |
| 唐山 Đường Sơn           | 1,700,000           | Quận                                            | 3,000,000 (2006)          |
| 洛阳 Lạc Dương           | 1,500,000           | Quận                                            | 6,700,000 (2006)          |
| 南通 Nam Thông           | 1,500,000           | Quận                                            | 8,100,000 (2006)          |
| 齐哈尔 Tề Tề Cáp Nhĩ     | 1,438,000           | Quận                                            | 6,000,000 (2006)          |
| 宜昌 Nghi Xương          | 1,338,000           | Thành phố cấp quận                              | 4,150,000 (2007)          |
| 呼和浩特 Hô Hòa Hạo Đặc  | 1,300,000           | Thủ phủ cấp tỉnh                                | 5,000,000 (2000)          |
| 开封 Khai Phong          | 801,000             | Quận                                            | 4,800,000 (2004)          |
| 连云港 Liên Vân Cảng     | 715,600             | Quận                                            | 5,000,000 (2006)          |
| 滁州 Trừ Châu            |                     | Quận                                            | 4,500,000 (2006)          |
| 绍兴 Thiệu Hưng          |                     | Quận                                            | 4,347,200 (2004)          |
| 吉林市 Thành phố Cát Lâm | 1,900,751           | Quận                                            | 4,350,000                 |
| 信阳 Tín Dương           | 1,732,000           | Quận                                            | 7,425,000                 |
| 大同 Đại Đồng            | 1,426,000 (2004)    | Quận                                            | 3,119,000 (2005)          |
| 南宁 Nam Ninh            | 1,400,000           | Thủ phủ cấp tỉnh                                | 3,200,000 (2006)          |
| 包头 Bao Đầu             | 1,400,000           | Quận                                            | 2,400,000 (2006)          |
| 邯郸 Hàm Đan             | 1,390,000 (2004)    | Quận                                            | 8,499,000                 |
| 抚顺 Phủ Thuận           | 1,384,000           | Quận                                            | 2,300,000                 |
| 厦门 Hạ Môn              |                     | Thành phố đặc khu kinh tế                       | 1,370,000                 |
| 珠海 Chu Hải             |                     | Thành phố đặc khu kinh tế                       | 1,332,000 (2004)          |
| 鞍山 An Sơn              | 1,285,849           | Quận                                            | 3,584,000                 |
| 扬州 Dương Châu          | 1,125,200 (2003)    | Quận                                            | 4,536,100 (2003)          |
| 周口 Chu Khẩu            |                     | Quận                                            | 1,060,000                 |
| 西宁 Tây Ninh            | 1,029,400           | Khu vực hành chính                              | 2,095,000 (2006)          |
| 镇江 Trấn Giang          | 1,013,600           | Quận                                            | 2,672,100 (2004)          |
| 柳州 Liễu Châu           | 950,000             | Quận                                            | 3,512,000                 |
| 保定 Bảo Định            | 920,000             | Khu vực hành chính                              | 11,000,000 (2006)         |
| 平顶山 Bình Đỉnh Sơn     | 891,814 (2006)      | Quận                                            | 4,800,000 (2000)          |
| 南平 Nam Bình            | 5,000,000           | Quận                                            | 2,860,000                 |
| 温州 Ôn Châu             | 873,000             | Khu vực hành chính                              | 7,777,000 (2006)          |
| 泉州 Tuyền Châu          |                     | Khu vực hành chính                              | 7,520,000                 |
| 南阳 Nam Dương           | 800,000             | Khu vực hành chính                              | 11,000,000 (2006)         |
| 廊坊 Lang Phường         | 763,000             | Quận                                            | 3,910,000 (2004)          |
| 衡阳 Hành Dương          | 761,888             | Quận                                            |                           |
| 新乡 Tân Hương           |                     | Quận                                            | 5,505,000                 |
| 安阳 An Dương            |                     | Quận                                            | 5,250,000 (2002)          |
| 秦皇岛 Tần Hoàng Đảo     | 759,000             | Quận                                            | 2,758,000                 |
| 银川 Ngân Xuyên          | 736,300             | Thủ phủ cấp tỉnh                                | 1,377,000                 |
| 潮州 Triều Châu          | 670,000             | Quận                                            | 2,534,000 (2006)          |
| 桂林 Quế Lâm             | 670,000             | Quận                                            | 1,300,000                 |
| 临沂 Lâm Nghi            |                     | Khu vực hành chính                              | 11,300,000 (2006)         |
| 安庆 An Khánh            | 650,000             | Quận                                            | 6,500,000 (2006)          |
| 丹东 Đan Đông            | 643,000             | Quận                                            | 2,390,000 (2001)          |
| 绵阳 Miên Dương          | 600,000             | Quận                                            | 5,200,000                 |
| 常州 Thường Châu         |                     | Quận                                            | 3,489,000 (2004)          |
| 蚌埠 Bạng Phụ            | 585,000             | Quận                                            | 3,469,700 (2004)          |
| 佳木斯 Giai Mộc Tư       | 555,000             |                                                 | 4,978,987                 |
| 沧州 Thương Châu         | 550,000 (2004)      | Quận                                            | 7,100,000 (2006)          |
| 澳门 Ma Cao              | 541,200             | Đặc khu hành chính                              | 541,200 (2009)            |
| 淮南 Hoài Nam            | 400,000             | Quận                                            | 2,335,798 (2004)          |
| 芜湖 Vu Hồ               |                     | Quận                                            | 2,245,600 (2004)          |
| 拉萨 Lạp Tát             | 257,400             | Quận                                            | 521,500                   |
| 北海 Bắc Hải             | 135,500             | Quận                                            | 1,450,000 (2001)          |
| 克拉玛依 Khắc Lạp Mã Y   |                     | Quận                                            | 290,000 (2002)            |
| 丽江 Lệ Giang            | 1,137,600           | Quận                                            | 1,126,646 (2000)          |
| 本溪 Bản Khê             |                     | Quận                                            | 937,805                   |
| 黄石 Hoàng Thạch         |                     | Quận                                            |                           |
| 锦州 Cẩm Châu            |                     | Quận                                            |                           |
| 阜新 Phụ Tân             |                     | Quận                                            |                           |
| 鹤岗 Hạc Cương           |                     | Quận                                            |                           |
| 营口 Dinh Khẩu           |                     | Quận                                            |                           |
| 牡丹江 Mẫu Đơn Giang     |                     | Quận                                            |                           |
| 辽阳 Liêu Dương          |                     | Quận                                            |                           |
| 喀什 Khách Thập          | 351,874             | Quận                                            |                           |
| 阿勒泰 A Lặc Thái        | 142,000             | Quận                                            | 561,667                   |
| 阿克苏 A Khắc Tô         |                     | Quận                                            |                           |
| 舟山 Chu San             |                     | Quận                                            |                           |
| 台州 Đài Châu            |                     | Quận                                            |                           |
| 曲阜 Khúc Phụ            | 60,000              | Tỉnh                                            | 650,000                   |